# دافيد بافيلكا
دافيد بافيلكا (بالتشيكية: David Pavelka)‏ (18 مايو 1991 التشيك - ) هو لاعب كرة قدم تشيكي، يلعب كلاعب وسط.

## روابط خارجية
- دافيد بافيلكا على موقع الاتحاد الدولي (مؤرشف)  (الإنجليزية)
- دافيد بافيلكا على موقع الاتحاد الأوربي (الإنجليزية)
- دافيد بافيلكا على موقع الاتحاد التشيكي (الإنجليزية)
- دافيد بافيلكا على موقع اتحاد تركيا (لاعب) (الإنجليزية)
- دافيد بافيلكا على موقع قاعدة بيانات كرة القدم.إي يو (الإنجليزية)
- دافيد بافيلكا على موقع ناشيونال فوتبول تيمز (الإنجليزية)
- دافيد بافيلكا على موقع Soccerway.com (الإنجليزية)
- دافيد بافيلكا على موقع عالم كرة القدم.نت (الإنجليزية)
- دافيد بافيلكا على موقع AS.com (الإسبانية)